# 5e étape du Tour de France 2014
Pour un article plus général, voir Tour de France 2014.
La 5e étape du Tour de France 2014 s'est déroulée le mercredi 9 juillet 2014 entre Ypres dans la province de Flandre-Occidentale en Belgique et Arenberg-Porte du Hainaut dans le département du Nord sur une distance de 152,5 km après avoir été prévue initialement sur une longueur de 156 km. L'arrivée se situe devant la Trouée d'Arenberg et la Fosse Arenberg comme lors de la troisième étape du Tour de France 2010.

## Parcours
Après un départ d'Ypres en Belgique, l'épreuve revient en France avec la traversée du département du Nord.
L'épreuve part d'Ypres en Flandre-Occidentale, passe par Roulers puis arrive en Wallonie, à Mouscron. La course pénètre en France pour passer dans les cités textiles de Tourcoing et Roubaix. La course a ensuite lieu dans un cadre plus champêtre à Hem, Forest-sur-Marque, Ascq et Sainghin-en-Mélantois. L'étape passe alors à Bouvines, à l'occasion du 800e anniversaire de la bataille qu'y s'y est déroulée entre Philippe Auguste et Jean sans Terre. Plus loin, le chemin appartient à un paysage plus vallonné à Gruson et Templeuve, où un sprint est effectué. Le tour se dirige ensuite vers Orchies avant d'arriver à Wallers devant la trouée d'Arenberg et la fosse Arenberg.
La particularité de ce parcours est le franchissement de plusieurs secteurs pavés. En effet 15,4 km de pavés répartis sur 9 secteurs sont empruntés en totalité dans le Nord et dans le sens inverse de ceux utilisés lors de Paris-Roubaix. Ainsi les coureurs franchissent successivement les secteurs : n°9 de Gruson (1 100 m au km 87) en direction du Carrefour de l'Arbre non emprunté, n°8 d'Ennevelin à Pont-Thibaut (1 400 m au km 103,5), n°7 de Mons-en-Pévèle (1 000 m au km 110), n°6 de Bersée (1 400 m au km 114,5), n°5 d'Orchies à Beuvry-la-Forêt (1 400 m au km 125,5), n°4 de Sars-et-Rosièress à Tilloy-lez-Marchiennes (2 400 m au km 131), n°3 de Brillon à Warlaing (1 400 m au km 135), n°2 de Wandignies-Hamage à Hornaing (3 700 m au km 140) et n°1 d'Hélesmes à Wallers (1 600 m au km 149). La sortie de ce dernier se situe à 5,4 km de l'arrivée.
Cependant, à la suite des mauvaises conditions météorologiques, les secteurs n°7 (Mons-en-Pévèle) et n°5 (Orchies à Beuvry-la-Forêt) sont annulés ce qui raccourcit l'étape à 152,5 km au lieu de 156 km.

## Déroulement de la course

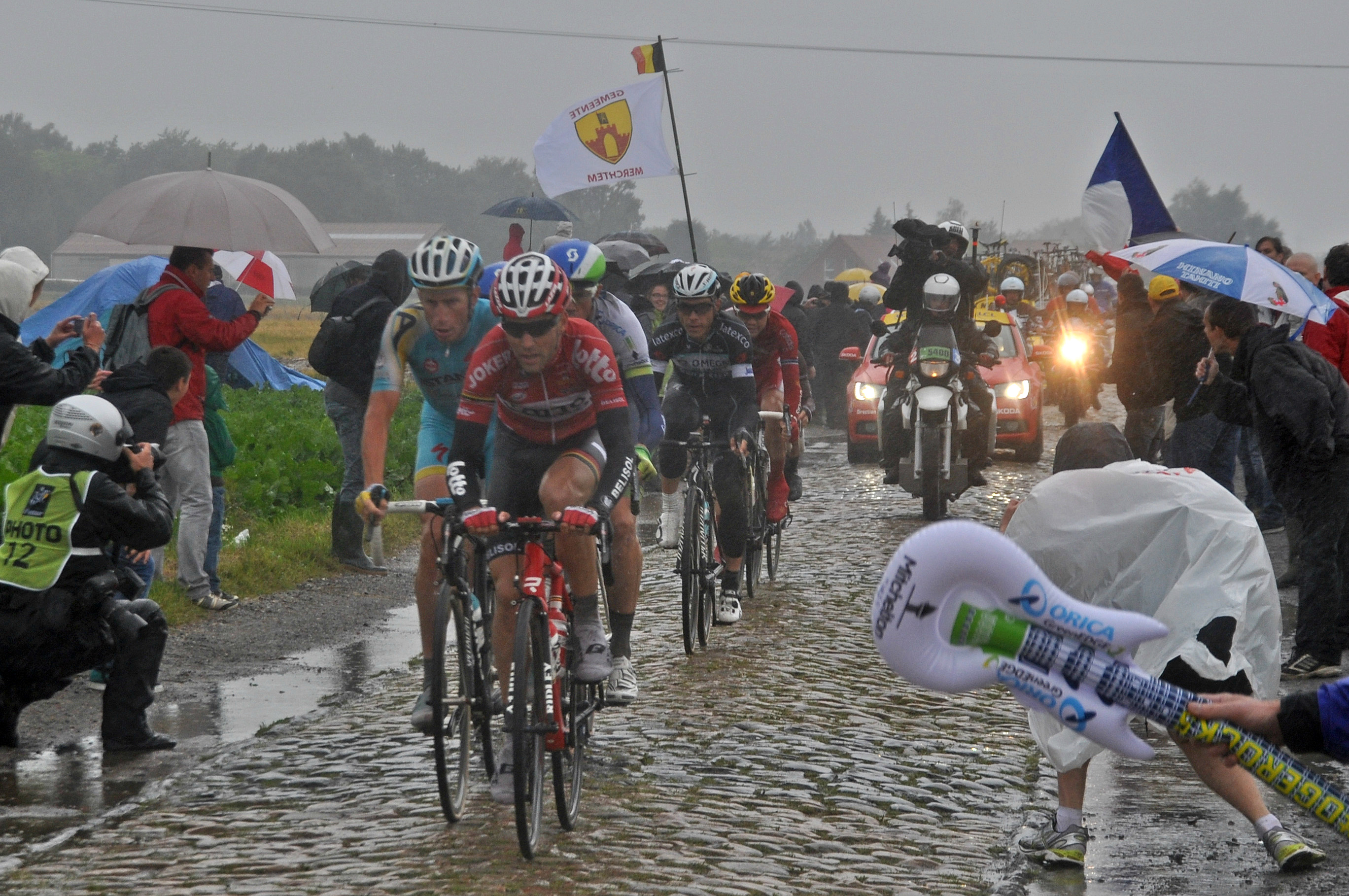
L'échappée de Tony Gallopin, Lieuwe Westra, Simon Clarke, Mathew Hayman, Tony Martin, Samuel Dumoulin et Rein Taaramäe possède encore près de deux minutes d'avance dans le secteur pavé de Gruson.

L'étape est disputée dans des conditions climatiques difficiles rendant les pavés glissants. Neuf coureurs s'échappent durant les premiers kilomètres : Tony Gallopin, Lieuwe Westra, Simon Clarke, Mathew Hayman, Tony Martin, Samuel Dumoulin, Rein Taaramäe, Marcus Burghardt et Janier Acevedo. De nombreuses chutes interviennent en début de course. Le groupe échappé perd rapidement Burghardt et Acevedo. Le vainqueur du dernier Tour de France, Christopher Froome, déjà tombé la veille, chute deux fois, avant même d'atteindre le premier secteur pavé. La deuxième chute, peu avant le Carrefour de l'Arbre, provoque son abandon.
L'équipe Cannondale mène le peloton. L'avance des échappés est stabilisée autour de trois minutes, tandis que les coureurs ne pouvant suivre ou tombés forment un deuxième peloton. Parmi eux se trouvent Alejandro Valverde, Tejay van Garderen, Marcel Kittel. Dans le deuxième secteur pavé, Nibali, Van Den Broeck et Talansky accélèrent et distancent Contador. Ce dernier perd rapidement du temps, tandis que le groupe maillot jaune est emmené par les équipes Astana et Lotto-Belisol.
À 34 km de l'arrivée, au secteur de Bersée, Van Den Broeck et Talansky chutent, tandis que Lars Boom et Sep Vanmarcke, tous deux de l'équipe Belkin, s'échappent quelques minutes. À 28 km de l'arrivée, le groupe de tête est repris, formant un groupe de seize coureurs. Parmi les coureurs repris, Lieuwe Westra devient une aide précieuse pour Nibali. Dans le secteur de Wandignies-Hamage-Hornaing, il permet de distancer Fabian Cancellara et Peter Sagan, à la faveur d'une crevaison de Kwiatkowski. Les trois coureurs d'Astana ne sont plus accompagnés que par Lars Boom. À 7 km, Boom attaque seul. Il n'est pas rattrapé par ses poursuivants à passe seul la ligne d'arrivée,,.
La victoire revient ainsi à un spécialiste de ce type d'étape : appréciant les pavés et Paris-Roubaix, dont il a pris la sixième place en 2012, Lars Boom a pu utiliser son expérience en cyclo-cross dans les routes boueuses. À l'arrivée, il déclare ainsi « [rêve] depuis des années d'un Paris-Roubaix humide. »
En finissant troisième de l'étape à 19 secondes de Boom, Nibali, qui n'a jamais participé à Paris-Roubaix, marque les esprits. Il prend du temps sur tous ses adversaires au classement général. Alberto Contador rejoint notamment l'arrivée avec près de trois minutes de retard, Alejandro Valverde, Thibaut Pinot, Tejay Van Garderen, Rui Costa, Romain Bardet deux minutes et demi, Richie Porte et Van Den Broeck plus de deux minutes.

## Résultats

### Classement de l'étape
| Classement de la 5e étape | Classement de la 5e étape | Classement de la 5e étape | Classement de la 5e étape | Classement de la 5e étape |
|                           | Coureur                   | Pays                      | Équipe                    | Temps                     |
| ------------------------- | ------------------------- | ------------------------- | ------------------------- | ------------------------- |
| 1er                       | Lars Boom                 | Pays-Bas                  | Belkin                    | en 3 h 18 min 35 s        |
| 2e                        | Jakob Fuglsang            | Danemark                  | Astana                    | + 19 s                    |
| 3e                        | Vincenzo Nibali           | Italie                    | Astana                    | + 19 s                    |
| 4e                        | Peter Sagan               | Slovaquie                 | Cannondale                | + 1 min 1 s               |
| 5e                        | Fabian Cancellara         | Suisse                    | Trek Factory Racing       | + 1 min 1 s               |
| 6e                        | Jens Keukeleire           | Belgique                  | Orica-GreenEDGE           | + 1 min 1 s               |
| 7e                        | Michał Kwiatkowski        | Pologne                   | Omega Pharma-Quick Step   | + 1 min 7 s               |
| 8e                        | Lieuwe Westra             | Pays-Bas                  | Astana                    | + 1 min 9 s               |
| 9e                        | Matteo Trentin            | Italie                    | Omega Pharma-Quick Step   | + 1 min 21 s              |
| 10e                       | Cyril Lemoine             | France                    | Cofidis                   | + 1 min 45 s              |
| modifier                  |                           |                           |                           |                           |

### Points attribués
| Sprint intermédiaire de Templeuve (km 97) | Sprint intermédiaire de Templeuve (km 97) | Sprint intermédiaire de Templeuve (km 97) | Sprint intermédiaire de Templeuve (km 97) | Sprint intermédiaire de Templeuve (km 97) |
| ----------------------------------------- | ----------------------------------------- | ----------------------------------------- | ----------------------------------------- | ----------------------------------------- |
|                                           | Coureur                                   | Pays                                      | Équipe                                    | Point(s)                                  |
| 1er                                       | Lieuwe Westra                             | Pays-Bas                                  | Astana                                    | 20                                        |
| 2e                                        | Simon Clarke                              | Australie                                 | Orica-GreenEDGE                           | 17                                        |
| 3e                                        | Mathew Hayman                             | Australie                                 | Orica-GreenEDGE                           | 15                                        |
| 4e                                        | Tony Martin                               | Allemagne                                 | Omega Pharma-Quick Step                   | 13                                        |
| 5e                                        | Samuel Dumoulin                           | France                                    | AG2R La Mondiale                          | 11                                        |
| 6e                                        | Rein Taaramäe                             | Estonie                                   | Cofidis                                   | 10                                        |
| 7e                                        | Tony Gallopin                             | France                                    | Lotto-Belisol                             | 9                                         |
| 8e                                        | Peter Sagan                               | Slovaquie                                 | Cannondale                                | 8                                         |
| 9e                                        | Maciej Bodnar                             | Pologne                                   | Cannondale                                | 7                                         |
| 10e                                       | Kristjan Koren                            | Slovénie                                  | Cannondale                                | 6                                         |
| 11e                                       | Sep Vanmarcke                             | Belgique                                  | Belkin                                    | 5                                         |
| 12e                                       | Ramūnas Navardauskas                      | Lituanie                                  | Garmin-Sharp                              | 4                                         |
| 13e                                       | Lars Ytting Bak                           | Danemark                                  | Lotto-Belisol                             | 3                                         |
| 14e                                       | Andriy Grivko                             | Ukraine                                   | Astana                                    | 2                                         |
| 15e                                       | Sebastian Langeveld                       | Pays-Bas                                  | Garmin-Sharp                              | 1                                         |
| modifier                                  |                                           |                                           |                                           |                                           |

| Classement de l'étape | Classement de l'étape | Classement de l'étape | Classement de l'étape   | Classement de l'étape |
| --------------------- | --------------------- | --------------------- | ----------------------- | --------------------- |
|                       | Coureur               | Pays                  | Équipe                  | Point(s)              |
| 1er                   | Lars Boom             | Pays-Bas              | Belkin                  | 30                    |
| 2e                    | Jakob Fuglsang        | Danemark              | Astana                  | 25                    |
| 3e                    | Vincenzo Nibali       | Italie                | Astana                  | 22                    |
| 4e                    | Peter Sagan           | Slovaquie             | Cannondale              | 19                    |
| 5e                    | Fabian Cancellara     | Suisse                | Trek Factory Racing     | 17                    |
| 6e                    | Jens Keukeleire       | Belgique              | Orica-GreenEDGE         | 15                    |
| 7e                    | Michał Kwiatkowski    | Pologne               | Omega Pharma-Quick Step | 13                    |
| 8e                    | Lieuwe Westra         | Pays-Bas              | Astana                  | 11                    |
| 9e                    | Matteo Trentin        | Italie                | Omega Pharma-Quick Step | 9                     |
| 10e                   | Cyril Lemoine         | France                | Cofidis                 | 7                     |
| 11e                   | Alexander Porsev      | Russie                | Katusha                 | 6                     |
| 12e                   | Mathew Hayman         | Australie             | Orica-GreenEDGE         | 5                     |
| 13e                   | Sep Vanmarcke         | Belgique              | Belkin                  | 4                     |
| 14e                   | Jan Bakelants         | Belgique              | Omega Pharma-Quick Step | 3                     |
| 15e                   | Mark Renshaw          | Australie             | Omega Pharma-Quick Step | 2                     |
| modifier              |                       |                       |                         |                       |

## Classements à l'issue de l'étape

### Classement général
| Classement général | Classement général    | Classement général | Classement général      | Classement général  |
|                    | Coureur               | Pays               | Équipe                  | Temps               |
| ------------------ | --------------------- | ------------------ | ----------------------- | ------------------- |
| 1er                | Vincenzo Nibali       | Italie             | Astana                  | en 20 h 26 min 46 s |
| 2e                 | Jakob Fuglsang        | Danemark           | Astana                  | + 2 s               |
| 3e                 | Peter Sagan           | Slovaquie          | Cannondale              | + 44 s              |
| 4e                 | Michał Kwiatkowski    | Pologne            | Omega Pharma-Quick Step | + 50 s              |
| 5e                 | Fabian Cancellara     | Suisse             | Trek Factory Racing     | + 1 min 17 s        |
| 6e                 | Jurgen Van den Broeck | Belgique           | Lotto-Belisol           | + 1 min 45 s        |
| 7e                 | Tony Gallopin         | France             | Lotto-Belisol           | + 1 min 45 s        |
| 8e                 | Richie Porte          | Australie          | Sky                     | + 1 min 54 s        |
| 9e                 | Andrew Talansky       | États-Unis         | Garmin-Sharp            | + 2 min 5 s         |
| 10e                | Alejandro Valverde    | Espagne            | Movistar                | + 2 min 11 s        |
| modifier           |                       |                    |                         |                     |

### Classement par points
| Classement par points | Classement par points | Classement par points | Classement par points | Classement par points |
| --------------------- | --------------------- | --------------------- | --------------------- | --------------------- |
|                       | Coureur               | Pays                  | Équipe                | Point(s)              |
| 1er                   | Peter Sagan           | Slovaquie             | Cannondale            | 185 points            |
| 2e                    | Marcel Kittel         | Allemagne             | Giant-Shimano         | 135 pts               |
| 3e                    | Bryan Coquard         | France                | Europcar              | 121 pts               |
| modifier              |                       |                       |                       |                       |

### Classement du meilleur grimpeur
| Classement du meilleur grimpeur | Classement du meilleur grimpeur | Classement du meilleur grimpeur | Classement du meilleur grimpeur | Classement du meilleur grimpeur |
| ------------------------------- | ------------------------------- | ------------------------------- | ------------------------------- | ------------------------------- |
|                                 | Coureur                         | Pays                            | Équipe                          | Point(s)                        |
| 1er                             | Cyril Lemoine                   | France                          | Cofidis                         | 6 points                        |
| 2e                              | Blel Kadri                      | France                          | AG2R La Mondiale                | 5 pts                           |
| 3e                              | Jens Voigt                      | Allemagne                       | Trek Factory Racing             | 4 pts                           |
| modifier                        |                                 |                                 |                                 |                                 |

### Classement du meilleur jeune
| Classement général du meilleur jeune | Classement général du meilleur jeune | Classement général du meilleur jeune | Classement général du meilleur jeune | Classement général du meilleur jeune |
|                                      | Coureur                              | Pays                                 | Équipe                               | Temps                                |
| ------------------------------------ | ------------------------------------ | ------------------------------------ | ------------------------------------ | ------------------------------------ |
| 1er                                  | Peter Sagan                          | Slovaquie                            | Cannondale                           | en 20 h 27 min 30 s                  |
| 2e                                   | Michał Kwiatkowski                   | Pologne                              | Omega Pharma-Quick Step              | + 3 s                                |
| 3e                                   | Romain Bardet                        | France                               | AG2R La Mondiale                     | + 1 min 27 s                         |
| modifier                             |                                      |                                      |                                      |                                      |

### Classement par équipes
| Classement par équipes | Classement par équipes | Classement par équipes | Classement par équipes |
|                        | Équipe                 | Pays                   | Temps                  |
| ---------------------- | ---------------------- | ---------------------- | ---------------------- |
| 1re                    | Astana                 | Kazakhstan             | en 61 h 21 min 26 s    |
| 2e                     | Belkin                 | Pays-Bas               | + 4 min 18 s           |
| 3e                     | BMC Racing             | États-Unis             | + 6 min 5 s            |
| modifier               |                        |                        |                        |

## Abandon
- Christopher Froome (Sky) : abandon sur chute